# Mertzel

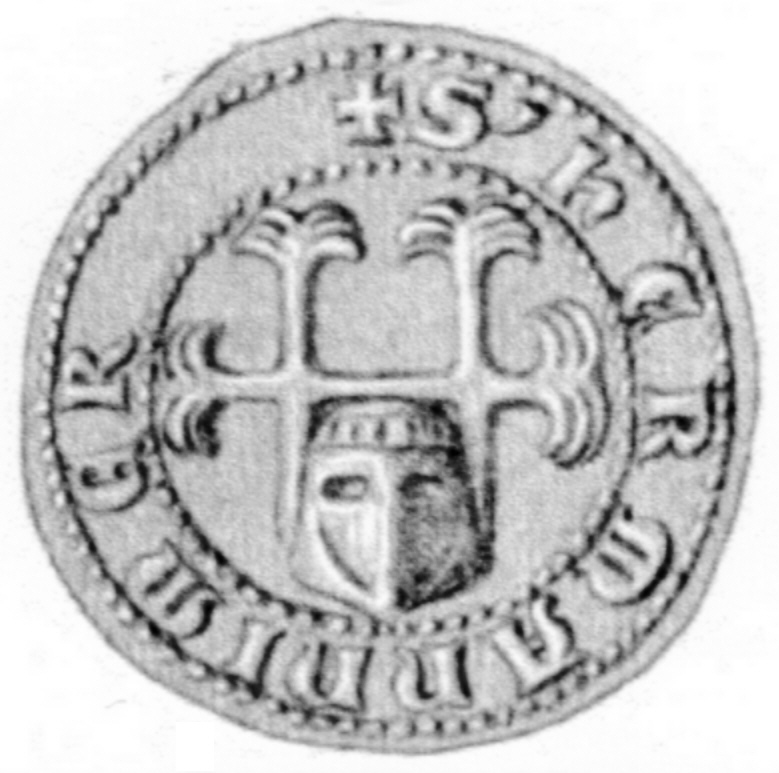
Siegel des Ritters Hermannus dictus Merzcel um 1348

Mertzel (auch: Merzcel) war der Name eines alten bremischen Ministerialgeschlechts und später holsteinischen ritterlichen Adelsgeschlechts.

## Geschichte
Die Familie stammte vermutlich aus dem bremischen und soll sich nach dem Dorf Marszel genannt haben. Dort besaßen sie einen Adligen Hof, der später in den Besitz der Familie von Lilienburg ging. Der Name dieser Adelsfamilie kommt schon recht früh vor. Im Jahre 1188 kam ein Willekinus und 1202 ein Johannes sowie ein Willehelmus Merzcel in mehreren Urkunden vor. In den Jahren 1374 und 1375 hatte ein Henneke Mertzel Besitzungen in der Gegend von Pinneberg und Uetersen. 1375 verpfändete der Graf Adolf VII. von Holstein-Kiel den Hof Hainholz bei Elmshorn und die Zehnten zu Schönmoor, in der Amtsvogtei Uetersen, an den Knappen Henneke Merzel und dem Priester Hermann Merzel, mit Vorbehalt des Einlösungsrechtes, für 400 Mark. Danach wird dieses Adelsgeschlecht nicht mehr erwähnt.